# 恋の都
『恋の都』（こいのみやこ）は、三島由紀夫の9作目の長編小説。全20章から成る。敗戦と共に切腹した右翼塾生の恋人のことを思いつづける才色兼備のジャズ・バンドのマネージャーが、彼女の元へ届けられた一本の白檀の扇をめぐって新たな運命にぶつかる恋愛物語。戦後の復興期の東京の風俗や芸能界の活気を取り入れた娯楽的な趣の中にも、敗戦から冷戦時代への移行を背景に、戦争に翻弄された男女の複雑な運命が日本とアメリカとの関係を軸にして描かれている。
1953年（昭和28年）、雑誌『主婦之友』8月号から翌年1954年（昭和29年）7月号に連載された。単行本は同年9月20日に新潮社より刊行された。文庫版は2008年（平成20年）4月10日にちくま文庫より刊行された。

## 時代背景・主題
『恋の都』の執筆された前年の1952年（昭和27年）にGHQの占領は一応終るが、まだ当時の東京は占領下の延長線上にあり、作中でも米国人に対する日本人の肩身の狭さが所々に読みとれる。また、「MSA」という言葉が何の説明もなく作中に記されているが、『恋の都』刊行翌年の1954年（昭和29年）に日本はMSA協定（安全保障協定）に調印することとなる。さらに、「国際賭博容疑」（銀座で国際賭博を開き、米国人のクラブオーナーが手入れを受ける）、「北九州大水害」などの話題も出てきたり、精神病院の代名詞として「松沢病院」という言葉も使われたり、当時の時事ネタや事件や世相が随所に含まれている。
三島は連載にあたって、自作について次のように語っている。
三島が永い目で見てほしいという『恋の都』のヒロイン・まゆみの人物造型は、三島の死んだ年（1970年）以後もグアムやルバング島に潜伏してサバイバルな戦争を続けていた日本兵（横井庄一、小野田寛郎）に似ていると千野帽子は説明し、まゆみの中では、「国家」や「日本」の輪郭が、周囲の浮ついた戦後を生きている人物たちよりも、明確になっているとしている。

## あらすじ
26歳独身の朝日奈まゆみは、6人編成の日本人ジャズ・バンド「シルバア・ビーチ」の敏腕マネージャーである。まゆみの父は一代たたき上げの芸能社の社長だったが、終戦直後に脳溢血で倒れ半身不随となったため、一人娘のまゆみが家計を支えていた。英語が堪能で有能な仕事ぶりの美しいまゆみには言い寄ってくるアメリカ人も多かったが、大のアメリカ人嫌いのまゆみは彼らをいつもスレスレのところでうまくかわしていた。そんなまゆみをメンバー達は「聖処女」と密かに名づけ一目置いていた。何から何までアメリカナイズされた環境だが、まゆみの心は国粋思想で、移動の車中で皇居の前を通る時は誰にも気づかれないようにそっと目礼し、ハンドバッグにはいつも一枚の大事な写真が忍ばせてあった。それは、口をきりっと結び、目は烈しい情熱を放っている丸刈りの凛々しい紺絣姿の青年の写真だった。彼は20歳の右翼団体の塾生で、敗戦と共に代々木原頭で切腹死したのだった。まゆみは毎日、誰もいないところでその初恋の人の写真をそっと取り出し、「大丈夫よ。私、アメリカ人なんかに、決して、してやられないから」と誓っていた。
9年前、その青年・丸山五郎（宮原大東亜塾生）は、開塾十周年記念会の余興の講釈師と落語家を依頼しに、中野にあった芸能社の朝日奈家を訪ね、その時に19歳の五郎と17歳のまゆみは出会ったのだった。まゆみは五郎から九州男児らしい熱血文字で書かれた古風な恋文をもらい、中野駅のベンチや代々木練兵場（現・代々木公園）でデートをした。五郎は堅苦しい右翼思想や尊敬する師匠や軍人の話ばかりしていたが、やがて2人は樫の樹かげで初々しい接吻を交わした。そして、まゆみの一家が疎開をする別れ際には、「戦争で日本が大勝利する日に結婚しよう」と誓い合った。しかし日本は敗け、塾を訪ねたまゆみが見たものは、代々木原頭で切腹したという五郎の位牌だった。悲しみから何とか立ち直り、今の多忙な生活に注がれているまゆみの情熱は、この時の空虚と戦っているようなものだった。まゆみは五郎の肉体を抱きしめるように、彼の思想を抱きしめて生きていた。
10月31日、クラブ歌手で友人の梶マリ子に誘われ、まゆみは帝国ホテルで開かれたハロウィーン仮装舞踏会へ行き、マリ子の連れで人気二枚目俳優・千葉光と知り合った。まゆみは光に求愛され少し惹かれたけれども、マリ子との友情の方を選んだ。まゆみには、光と踊っていても五郎の面影がちらつくのだった。その後、「シルバア・ビーチ」は、水道橋の野球場（後楽園球場）で行なわれた大ジャズ・コンサートに参加したが、主催者・昭和芸能社のイカサマが原因で、工藤のドラム・ソロ中に暴徒が雪崩れ込むという一騒動があった。工藤の恋人・安子がその暴徒を制し、それをきっかけに工藤と安子は結婚した。まゆみは今まで安子に抱いていた印象が変り、人や恋愛というものを型にはめすぎていた自分の見方を反省した。
ある晩、まゆみは築地のナイトクラブ「ジプシイ」で、店の米国人マネージャーから、X通信社のドナルド・ハンティントンという政治記者を紹介された。ドナルドは香港駐在中に知り合った日本人・近藤ゴロウから、「朝比奈まゆみという人に渡してくれ」と白檀の扇を託され、やっとまゆみを探し当てたのだった。扇のいちばん端の木片の裏に、「まゆみよ、僕は生きている。丸山五郎」と書いてあるのをまゆみは見つけた。ドナルドによると、近藤ゴロウは30歳前くらいだが、「僕は20歳さ。…僕の年齢はもう存在しないんだ。20歳の時に、僕は死んだのさ。それ以来、僕の年はなくなったんだ」と謎のようなことを言っていたという。そして、英語が堪能なゴロウは半分アメリカ人のようになっていると、ドナルドは詳しい事情は伏せながら言った。扇が「白い檀（まゆみ）」を意味することに気づいたまゆみは感涙し、すぐにでも五郎に会いたかったが、やや冷静になると、五郎が別人のようになっていることを考え、昔の幻を大事にしてお互い別々の道を行く方がいいのではないかとも思った。五郎がアメリカ人のようになっていることを知り、まゆみは自分がこの8年間、婚期を遅らせてまで張りを持って暮してきた意味が消滅し魂を失ったようになった。だがその一方、どんなに変化した五郎でも会いたいという気持もあった。
年が明けた1月下旬に突然、五郎がまゆみに会いに東京にやって来た。高輪の泉岳寺近くの料亭で待っていた29歳の五郎は、日に焼けアメリカ製の派手なネクタイをし2世のような面持ちになっていた。20歳の頃の朴訥さはなく大人の落ち着きで、これまでの秘密の経緯を語り出した。五郎は昭和20年の4月に宮原塾長の命を受け、密使として上海へ行って特務機関で働いていたが、敗戦と同時に連合軍の収容所に入れられたのだった。日本に残った塾長や先輩達は皆、代々木練兵場で切腹した。五郎は、自分が上海に派遣された理由は、もう敗戦がわかっていた塾長が恋人のいる自分を自決させないよう配慮したのだと今は解ったと言った。そして、終戦時のごたごたで五郎もそこで死んだものと処理され、戸籍も死亡扱いとなり日本国籍がなくなっていたのだという。
収容所の生活で徐々に国粋思想が氷解した五郎は、米軍中尉ホークスの下でボーイをし、中国共産党革命による上海危機の際に米軍中尉らと共に香港へ逃れた。ホークスは五郎を支那語ができる東洋人として、アメリカの某機関のエージェントに使う目的だった。五郎はスパイとして中共に侵入しアメリカのために働き、いつのまにかアメリカ人のような気持になっていった。しかしその間も、まゆみへの思いはずっと変りなかった。「理想もなく、定見もなく、矜りもなく…」と、自分の9年間の軌跡を苦笑する五郎に、まゆみは彼の味わった苦労と言葉にできない暗さを慮った。彼はもう昔の五郎と違っていたが、その目には昔のままの輝きが潜み、気高さは変っていなかった。五郎は、「あなたがきっと元気で生きていて、僕のことを忘れないでいて下さると思うことが、暗い生活の唯一の光りでした」と言い、まゆみにプロポーズをした。五郎は今アメリカ国籍となっていて、近々アメリカで重大なポストと仕事を与えられ生活が安定するため、まゆみを迎えに来たのだった。五郎に抱擁され接吻されたまゆみの気持はぐらついたが、今や「フランク・近藤」となっている五郎に戸惑い、その場から逃げ出してしまった。
五郎との結婚に迷ったまゆみは、バンドマスターの坂口に、五郎の仕事は暗示にとどめながら相談をした。坂口は、「右翼少年の五郎も、アメリカ人の五郎も、五郎は同じ五郎じゃねえか、社会が変化しただけだ、その変化を五郎一人の罪に押しつけようとするのは酷だよ」と言い、自分が昔、結婚するはずだった恋人と結婚せずに今の妻との生活を後悔していることを打ち明け、なまじ大人になってひねくりかえした考えよりも、少女だったときの最初の判断、最初の願事であった五郎との結婚を選ぶ方が正しいのではないか、というアドバイスをした。「ジプシイ」の事務所にまゆみの返事を待つ五郎の電話が鳴った。まゆみは五郎のプロポーズの返事に、「イエスですわ」と感情をまじえないはっきりした声で答えた。

## 登場人物
朝日奈まゆみ
26歳。ジャズ・バンド「シルバア・ビーチ」の敏腕マネージャー。潤んだ美しい目と、誘うような少ししどけない唇をしている美人。戦前に浅田英学塾（津田英学塾）を出ていて語学が堪能。両親と荻窪に住んでいる。父親が半身不随のため一家の家計を支えている。敗戦と共に切腹して死んだ初恋の青年を思いつづけている。あだ名は「聖処女」。
丸山五郎
まゆみが17歳の時の初恋の青年。右翼団体・宮原大東亜塾の塾生。敗戦の20歳の時に、代々木原頭で切腹して死んだ。丸刈りの頭で目ははげしい情熱を放ち、いつも紺絣を着ていた朴訥な青年。九州出身で中学時代から剣道部に入り、学校きっての硬派で八紘一宇の信念の持主。
坂口
シルバア・ビーチのバンドマスター。テナーサックス担当。40代の肥った肺活量の大きそうな男。甘いテナーサックスの音と反対のガラガラ声。浅黒い丸顔にコールマン髭をたくわえている。妻と3人の子供がいる。頼りになる相談相手だが、実はまゆみに気がある。
本多
シルバア・ビーチのバイブラフォン担当。30歳になったばかりなのに禿げている。無類のお人よし。
松原
シルバア・ビーチのピアノ担当。四国出身の24歳。白い繊細な手をしている。すんなりして蒼白く大人しい美男子。40歳近い豪奢な和服の人妻と不倫し心中未遂をする。郷里の両親は尾道市に近い町で宿屋を営んでいる。
石川
シルバア・ビーチのギター担当。20代前半。ニキビだらけの呑気な若者。この世に面白くないことは何一つないという顔つき。
織田
シルバア・ビーチのベース担当。20代前半。大きなベースを、しじゅう眠そうな目つきで所在なげに抱いて弦を弾く。話し方も眠そうな口調。
工藤
シルバア・ビーチのドラム担当。下町出身の20代前半。鋭い引き締まった顔。汗ばむ額に髪がはりつき、目を血走らせ人を殺しかねない表情でドラムを連打する。躍動的なドラム・ブギのソロのパートが聴衆を熱狂させる。
安子
工藤の恋人。有名な怪物政治家の令嬢。表情をあまり変えず、いつもつまらなそうな口調で話す。工藤のことが一番好きだが普段は態度に出さず半分ふざけて不誠実そうにしている。いざという時には革命を指導する女の英雄のように立派になって工藤を守る。工藤と結婚後は世話女房となる。
スティーヴ・オコーナー
築地のナイトクラブ「ジプシイ」の新任マネージャー。金髪のアメリカ人。こすっからいところのある男だが童顔で得をしている。日本語をちっともおぼえない。53年型ナッシュに乗っている。まゆみに惚れているが振られる。振られた後はさっぱりとした友達となる。
梶マリ子
まゆみの友人。人気歌手。大柄で、額がひろく口の大きい個性的な美人。額をかくす髪形で、肩までの長さのふさふさしたオカッパ頭。楽天的で無類のお人よし。何度男にだまされても懲りない。精神分裂症のように会話の話題がコロコロ変わる。
ヘンリー・マクガイア
ロング・プレイのムーンライト蓄音機のセールスマン。中年の肥ったアメリカ人。マリ子をくどこうとするしつこい男。真紅のポンティヤックに乗っている。
ギルバアト・スターン
スティーヴ・オコーナーの知人のアメリカ人。金持の息子だが道楽がすぎて、父親の会社の日本代理店へ平社員で派遣されている男。長めの顔で髪は黒に近い。荘重な顔だが、ちょっと笑うと急に造作がほどけてだらしない笑い方になる。麹町の緑色の洋館に住んでいる。
ハニー・紙
人気司会者。シルバア・ビーチも参加した日比谷公会堂の「夏のジャズ祭」の司会担当。「はにかみ」をもじった名前だが、はにかみなど逆さに振っても出て来ない男。
大槻久左衛門
五尺十二寸のでっぷり肥った禿げ頭の男。大槻商事社長。大阪人。
大槻夫人
大槻久左衛門の妻。ピアノの松原と不倫をしている。熱海で2人は心中未遂をする。
マシュウズ
中年の恰幅のよいアメリカ人紳士。整った顔立ちに口髭をたくわえ、いかにも正義派で自分の威容を意識しているタイプ。パイプをくわえている。帝国ホテルで、大槻久左衛門に監禁されたピアノの松原を、まゆみに頼まれ救い出す。
朝日奈義介
まゆみの父。無学だが一代たたき上げの朝比奈芸能社の社長となった。持ち前の近江商人の腰の低さと抜け目のなさと堅実さで、戦前は多くの漫才師・講釈師・落語家や、流行歌手・楽団を持っていた。戦後、脳溢血で倒れ半身不随となると、冷淡なこの社会の人たちは忽ち義介を置き去りにして四散した。戦時中は各地の陸軍病院や軍需工場を、慰問芸能団を率いて廻わっていた。自宅と事務所を兼ねた朝比奈芸能社は中野区にあったが空襲で焼け、その後一家は荻窪に住んでいる。7年間寝たきり生活をしている。
まゆみの母
妙な「科学的」理屈を考え出すのが、むかしから上手。鳶頭の娘で、男をアゴで使うことは平気で、戦前に夫と力を合わせて芸能社を築きあげた。
宮原天祐
右翼団体・宮原塾長。まゆみが通っていた浅田英学塾に来て、「神ながらの道と婦道」という演題で講演会をする。意外と気さくで如才ない。まゆみとの仲を打明ける五郎をからかうこともなく、うんうんと聞き見守る。日本の敗戦の近いことを悟り、若い五郎の命を救うため彼を上海にいる友人・川田ところへ密使として派遣する。
N先生
浅田英学塾の作法の先生。いつもセカセカしていて、小さなことでも一大事の調子で話す癖がある。
千葉光
人気二枚目映画俳優。梶マリ子の恋人。日本人にしては大きな目で黒く澄んでいる。私大の文科を出ている。ミーハーファンを心の中で軽蔑しながらも愛している。俳優としての自分に誇りを持ち、役柄の幻影も手つだって、いつのまにか自分を「男の中の男だ」と信じている。まゆみとハロウィーン仮装舞踏会で知り合い親しくなり、アプローチする。舞踏会でまゆみは明治の女学生の仮装で、光は白い外国海軍士官の仮装。
昭和芸能社の社長
与太者上りで、愚連隊をかかえているという噂がある社長。親分肌で愉快な人物だが、本物のヤクザ。イカサマ興行を平気でする。
昭和芸能社の専務
40代の男。まわりに4、5人の柄の悪い連中のとりまきがいる。気味が悪いほど愛想がいい。
リズム・アップルス
二流バンド。そろいの紺のブレザー・コートの胸に赤い大きな林檎の徽章をつけている。
アロハ・ハワイアン
一流ハワイアン・バンド。アロハシャツをみな着ている。シルバア・ビーチと共に水道橋の野球場（後楽園球場）の「青空ジャズ大会」に出るが、昭和芸能社のイカサマ興行に騙される。しかし2番手の出演で、無事に引揚げられた。
土屋
アロハ・ハワイアンのマネージャー。肥った男。昭和芸能社のイカサマをまゆみに教える。
工藤の両親
下町の手がたい小工場主。下町の人らしく、ペコペコとすぐ頭を下げる。
安子の父親
怪物政治家。立志伝中の人で苦労人。多忙な中も月に一ぺん、娘と一緒に出かける習慣がある。
安子の母親
毎晩遊びに出かけ、ポーカーをして夜を明かす有閑マダムで娘のことなど考えていない。ドラムの工藤と娘の結婚披露宴でも派手なドレスで自分のパーティーのようにふるまい、ピアノの松原に色目を使う。その後追っかけになり、松原に積極的にアプローチする。
ドナルド・ハンティントン
アメリカX通信社の政治記者。アメリカ人にはごくありふれた丸顔で、少し上向きかげんの愛嬌のある鼻をしている。毛むくじゃらの手。香港で五郎からまゆめへの白檀の扇を託される。
フランク・近藤
生きていた丸山五郎。よく日に焼けた快活そうな青年。敗戦後に上海で連合軍の収容所に入れられた後、中国共産党革命の際に米軍中尉ホークスに連れられ、香港でアメリカの某機関の諜報部員となる。支那語も英語も流暢に話せる。国籍はアメリカ。

## 作品評価・研究
※三島由紀夫の作品や随筆内からの文章の引用は〈　〉にしています（論者や評者の論文からの引用部との区別のため）。
『恋の都』は娯楽的な恋愛小説でありながら、その背景には、国粋主義者だった青年が敗戦によりアメリカのスパイ要員となっていたという展開にも表われているように、戦後の日本とアメリカの関係性が色濃く随所に描かれ、ヒロイン・まゆみが、ホテルに監禁された楽団員・松原を救うため、〈口髭をたくはへ、いかにも正義派的〉な〈恰幅のよい〉米国人・マシュウズの威光を借りて事件を解決し、そういった自身のことを〈日本政府みたいな遣口〉だと考え、見返りをまゆみに求めたマシュウズの出方を、〈アメリカ人一般の例に洩れず、MSA式なやり方〉と思うなど、寓意が所々にちりばめられている。
こういった『恋の都』で描かれている寓意について武内佳代は、「帝国（西洋）と植民地（東洋）の関係がジェンダーの非対称性」として表象され、その挿話には、「GHQ撤退後の戦後日本がいまだ米国の植民地であることが前景化」されているため、「まゆみの貞操の死守」はまゆみの個人的な復讐劇を超え、「戦後日本における米国支配への抵抗そのものの寓意」と読解できるとし説明している。そしてそれは、『潮騒』の中で、新治が沖縄の荒波で船の危機を救った挿話に見られる寓意と同じだと武内は考察し、まゆみが下心のある米国人たちから処女を守りつつ、見事に賃上げ交渉を成功させた時の楽団員たちの反応（まゆみへの尊敬や信頼）に明白なように、「貞操の死守という占領国への抵抗こそ、彼ら敗戦国の男性を〈喜ばせ、元気づけ〉」、胸に五郎への「弔合戦」を続けるまゆみの「イマジナリーな領土では、いまなお戦中の天皇の〈法〉は命脈を」保ち、「いまだ戦争は終わらない」とし、『恋の都』は『潮騒』よりもさらに明瞭に、「純愛と天皇の〈法〉との連繋や、そうしたものと米国支配の影と対立関係」が描かれていると解説している。
そして武内は、〈五郎さんの肉体を抱きしめるやうに〉、その思想を抱きしめてきたまゆみが、〈フランク・近藤〉という米国スパイとなってしまった五郎と再会し、五郎への純愛との葛藤の末に、そのプロポーズ（「米国人男性に自らの性を奪われること」）を承諾したのは、まゆみの心中においては「〈日本〉の敗北」をも意味し、同時に、「〈天皇陛下への絶対の愛、日本人としての絶対の矜り〉という〈生きる糧〉を喪失し、本当の〈敗戦〉を迎える」とし、まゆみが結末で〈イエスですわ〉と返事をする場面には、「米国を受け入れて〈敗北を抱きしめ〉た当時の戦後日本の趨勢をそのまま透視することができる」と解説している。また、〈イエス〉と英語混じりで承諾したまゆみの態度には、「占領国」（男）「被占領国」（女）というジェンダーの配置の比喩にすれば、「米国の救済によって存続した、矛盾に満ちた戦後天皇それ自体の表象」に換言され、その承諾を〈感情をまじへないはつきりした声〉と三島が表現し、まるで交渉に臨んでいるかのようにまゆみに仮託させているのは、「まゆみの諦念」だけでなく、「作者の諷刺的眼差しをも滲ませている」と武内は考察している。
油野良子は、右翼青年の丸山五郎がアメリカのスパイに転向するという設定が他の三島作品にはなく、後の三島文学で描かれる「純粋右翼青年の悲劇」と一見違うようではあるものの、三島が『林房雄論』の中で〈右翼とは、思想ではなくて、純粋に心情の問題である〉 と言っていたことを鑑みれば、「矛盾するものではない」と解説している。
田中美代子は、アメリカ人になることで辛うじて生き延びている丸山五郎は、姿を変えてその後の『鏡子の家』の深井峻吉や『奔馬』の飯沼勲に繋がる系譜の人物であるとし、三島が占領時代を振り返り、〈しかし占領時代が、青年の精神的成長に、今から考へると、或るおづおづした、不透明な制約を加へてゐたやうにも思はれる〉と言っていたことを見て、五郎の生き方を「精一杯のこれが抵抗だった」と考察できるとしている。
そして作中の〈大東亜塾〉のモデルであろう「大東塾」について三島が〈終戦時における大東塾の集団自決が、一体何を意味するかといふことは、私の念頭を離れなかつた〉、〈神風連は攻撃であり、大東塾は身をつつしんだ自決である。しかしこの二つの事件の背景の相違を考へると、いづれも同じ重さを持ち、同じ思想の根から生れ、日本人の心性にもつとも深く根ざし、同じ文化の本質的な問題に触れた行動である〉、〈剣を失へば詩は詩ではなくなり、詩を失へば剣は剣でなくなる……こんな簡単なことに、明治以降の日本人は、その文明開化病のおかげで、久しく気づかなかつた〉と述べていた『一貫不惑』に触れつつ、田中は以下のように論考している。
千野帽子は、『恋の都』の中に込められていた「国家」と「処女」の帯びる意味は、現在の日本社会では様変わりしてしまったが、『恋の都』は今でも純粋に恋愛小説として楽しめるとし、作中に盛り込まれている当時の時事ネタや、〈ハニー・紙〉というトニー谷をもじったコンサート司会者のギャグや流行語などの風俗について触れ、「〈古くなった〉と思われがちな『恋の都』が、いまとなってはなんと愛おしく見えることか」と懐古している。また、帝国ホテルで行なわれるハロウィーン仮装舞踏会の場面で、まゆみが束髪と袴の明治の女学生に扮して優勝するという皮肉に触れながら、三島がそこで、「民主化なんて、しょせん敗戦を忘れるために」、「日本の〈世間〉に米国文化を植えつけているだけではないか」という「哄笑」が文脈を無視して聞えてきそうな場面だとし、「発表時期が近いだけで一見接点のなさそうな娯楽小説『恋の都』と戯曲『鹿鳴館』を並べてみると、明治の近代化と戦後の民主化との共通するトホホ感が、浮かび上がってくるではありませんか」と解説している。

## おもな刊行本

### 単行本
- 『恋の都』（新潮社、1954年9月20日） NCID BA90638497
  - 装幀：猪熊弦一郎。クリーム色帯。256頁
- 文庫版 『恋の都』（ちくま文庫、2008年4月10日）
  - 装幀：安野光雅。カバー装画：安田みつえ。カバーデザイン：多田進。黄緑色帯。
  - 解説：千野帽子「恋するすべての女の子へ、応援と励まし。」

### 全集収録
- 『三島由紀夫全集8巻（小説VIII）』（新潮社、1974年9月25日）
  - 装幀：杉山寧。四六判。背革紙継ぎ装。貼函。
  - 月報：奥野健男「三島由紀夫への私的な想い」。《評伝・三島由紀夫17》佐伯彰一「伝記と評伝（その8）」。《同時代評から17》虫明亜呂無「日本浪曼派と学習院」
  - 収録作品：「恋の都」「陽気な恋人」「芸術狐」「S・O・S」「屋根を歩む」「幸福号出帆」
  - ※ 同一内容で豪華限定版（装幀：杉山寧。総革装。天金。緑革貼函。段ボール夫婦外函。A5変型版。本文2色刷）が1,000部あり。
- 『決定版 三島由紀夫全集4巻 長編4』（新潮社、2001年3月9日）
  - 装幀：新潮社装幀室。装画：柄澤齊。四六判。貼函。布クロス装。丸背。箔押し2色。
  - 月報： 藤井浩明「私の勲章」。伊藤勝彦「三島由紀夫の死の哲学」。［小説の創り方4］田中美代子「夢の疲れ」
  - 収録作品：「につぽん製」「潮騒」「恋の都」「『潮騒』創作ノート」